# Gusztáv Adolf mecklenburg-güstrowi herceg
Gusztáv Adolf mecklenburg-güstrowi herceg (Güstrow, 1633. február 26. – Güstrow, 1695. október 6.) Anhalt-Bernburgi Eleonóra Mária és II. János Albert mecklenburgi herceg fia. 1636 és 1648 között Ratzeburg evangélikus hercegi püspökségének adminisztrátora, 1636 és 1695 között Mecklenburg-Güstrow hercege.
A mecklenburg-güstrowi dinasztia kihalt Gusztáv Adolffal.